# Басок, Василий Яковлевич
Василий Яковлевич Басок (псевдонимы — В. Б. Ивась, Селькор дядя Бас; 22 апреля 1906 — 8 октября 1938) — советский украинский поэт-лирик, переводчик русской литературы, журналист и общественный деятель. Член литературной организации «Молодняк». Сословный казак. Жертва сталинских репрессий.

## Биография
Родился в богатой казацкой семье — самым младшим сыном в многодетной (восемь детей) семье казака и волостного урядника Якова Баска. После начальной школы в селе Сосновка, Конотопский уезд, учился в Воздвиженской сельскохозяйственной школе современного Ямпольского района.
Впоследствии возглавил профком на кирпичном заводе, был активистом всеобщей грамотности, организовал избу-читальню. Способного юношу, который писал стихи, вскоре рекомендовали на работу в глуховскую окружную газету «Красное село». Здесь его стихи печатались систематически. Печататься начал с 1926 года.
В коллективном сборнике «Вперёд» (Глухов, 1928) помещены поэзии и первые прозаические произведения. В 1930 году вышла первая сборка Баска «Распаханные грани», в следующем году — «Двигай на урожай» и «Гремят кварталы».
О молодом поэте заговорили в «Плуге» как о способном и перспективном, который хорошо знает село и его проблемы. Но не долго автор радовался популярностью среди коллег. На то время в его биографии обнаружено «преступление» — родители в деревне были подвергнуты террору как «кулаки», а сам он стал объектом систематической травли, особенно во время голода 1932—1933 годов. Позже, в письме к жене он писал:

В 1930—1931 годах вышли сборники моих стихов. Дебют был достаточно удачным. Потом я столкнулся с бюрократами и ханжами от литературы. «За грехи родителей» стал козлом отпущения. Мне всё это так осточертело, так морально исковыряло душу, что «смолкла моя божественная лира», и я бежал в провинцию, работал в поте лица в газете.

В 1935 году Басок фактически сбежал в Кременчуг, устроился ответственным секретарём редакции районной газеты. Публиковал, кроме газетных материалов, новые стихи, переводы русских поэтов. Но в сентябре 1936 года был уволен с работы «как классово чуждый элемент». После этого переехал в Чернигов, где стал работать в местной газете «Большевик». Однако в письме к жене 30 июля 1936 года отмечал:

Мне кажется, что на меня здесь косят глазом… А в августе на собрании писательской организации с повесткой дня «Борьба с троцкистско-авербаховськой и националистической диверсией в литературе и состояние подготовки к 20-летию Октября» было отмечено: «Тов. Басок — поэт способный, но в последнее время почему-то упорно молчит…» Ответ был таким: «Мой отец был урядником. За это я два раза исключался из комсомола. Отца в 1930 году раскулачили. Он арестован (по слухам) как член СОУ и расстрелян. Точно не знаю. Это на меня повлияло, я перестал писать…»

Через несколько дней поэта арестовали члены группировки НКВД, и постановлением «тройки» УНКВД Черниговской области поэт был осуждён на 10 лет исправительно-трудовых лагерей в России, на Дальнем Востоке. Оттуда он писал жене:

Я не преступник, я ни в чем не виноват перед Родиной и трудовым народом — так я заявлял на следствии… Так готов заявить в полный голос… Живу надеждой, что будут ещё рассматривать глубже, и в таком случае моя судьба обязательно изменится к лучшему. Обвинение мне было предъявлено в абстрактной форме: участие в антисоветской националистической организации и антисоветская агитация. (13 апреля 1938 г.)
По состоянию здоровья не могу быть в числе передовых. Меня причислили к третьей категории… Работаю под конвоем, очень устаю. (15 апреля 1938 г.)
Пишу из Владивостока. Ждём отправки. В перспективе, пожалуй, — Колыма. (1 августа 1938)

Его действительно переправляли на Колыму, в строгие лагеря. Однако у 32-летнего поэта уже было совсем подорвано здоровье. В начале 1939 года жена получила официальное сообщение НКВД СССР, что В. Я. Басок «умер 8 октября 1938 года от разрыва сердца».
В 1954 году реабилитирован посмертно.
В 1991 году в независимой Украине вышел сборник избранных стихотворений Баска «Смуглые дни». Широкой популярности никогда не имел.

## Произведения
- «Розорані межі», 1930;
- «Рушай на врожай», 1931;
- «Гримлять квартали», 1931.